# Desmiostoma pubescens
Desmiostoma pubescens är en stekelart som först beskrevs av Fischer 1964.  Desmiostoma pubescens ingår i släktet Desmiostoma och familjen bracksteklar. Inga underarter finns listade i Catalogue of Life.